# Кино Лазаров
Кино Давидов Лазаров е български юрист в областта на административното право и процес, белетрист и сатирик. През 1953 г. завършва Юридическия факултет на Софийския университет.  В продължение на девет години е съдия в Плевенски районен съд, след което завършва редовна аспирантура по административно право и администратичен процес в Института за правни науки при БАН, под научното ръководство на акад. Петко Стайнов. През 1969 г. става доктор по право. През същата година е консултант по административно право към Върховния съд.
От юни 1970 до януари 2006 е последователно научен сътрудник, старши научен сътрудник II степен и професор в същия институт. От май 1995 г., е един от доайените на Юридически факултет на Пловдивския университет (професор по административно право и процес).
Бил е член на три консултативни съвети по законодателството, както и един от членовете на комисията по изготвяне на Конституцията.
Автор е на повече от сто научни съчинения в областта на административното право и процес (монографии, учебници, студии и статии). Негови трудове са публикувани във Франция, Германия, Русия, Полша, Чехия и Словакия. Той е основният инициатор, автор и председател на Комисията за изготвяне на Административно-процесуален кодекс.
Носител на орден „Кирил и Методий“ I степен.